# Diskonto
Diskontoen er en af Danmarks Nationalbanks fire officielle pengepolitiske renter (de øvrige tre er udlånsrenten, indskudsbevisrenten og foliorenten). Tidligere har den haft en funktion som Nationalbankens vigtigste rente, men har i dag ikke nogen større direkte betydning.
Historisk er ordet og begrebet opstået i en periode, hvor en hovedopgave for bankerne bestod i at diskontere veksler. Diskontoen var da den pris (forrentning), Nationalbanken tog for at diskontere eller rediskontere veksler, især for de private forretningsbanker (dvs. almindelige banker).
I en længere periode fra juli 2012 til september 2022 var diskontoen 0 % som en konsekvens af det generelt lave renteniveau, hvor nogle af Nationalbankens andre rentesatser var negative. I efteråret 2022 steg de pengepolitiske renter generelt, og diskontoen blev igen positiv. Pr. 26. februar 2025 er diskontosatsen 2,35 %.

## Historie
I første halvdel af 1800-tallet bestod Nationalbankens udlånsvirksomhed først og fremmest af vekseldiskontering for erhvervslivet og lån mod sikkerhed i værdipapirer. En veksel var et gældsbevis, som var meget brugt i erhvervslivet på dette tidspunkt. Typisk kunne en køber af et parti varer udstede en veksel til sælgeren mod at få udsat betalingen, for eksempel i tre måneder. Hvis sælgeren ønskede at få penge for sit salg med det samme, kunne han sælge vekslen i sin bank. Banken tog sig betalt ved at købe vekslen til underkurs. Dette kaldes at diskontere vekslen, og herfra stammer navnet diskonto.
Da Danmark i 1845 indførte en sølvmøntfod, betød det, at Nationalbanken blev forpligtet til altid at kunne indløse pengesedler med sølv. Der blev derfor behov for at styre bankens udstedelse af pengesedler. Fra 1856 begyndte Nationalbanken derfor at anvende diskontoen til at styre udlånene, således at diskontoen blev forhøjet, hvis der var behov for at begrænse udlånene, og sænket, hvis der var rigelig dækning for seddelomløbet. Dermed blev Nationalbankens diskonto fra dette år til et pengepolitisk instrument, der fik indflydelse på den samlede pengemængde i omløb i samfundet.

## Diskontoen som dansk pengepolitisk instrument
I det 20. århundrede blev Nationalbankens rolle som direkte formidler af kredit til erhvervslivet i form af vekseldiskontering mv. efterhånden stærkt reduceret. 1. oktober 1967 blev bankens sidste private kundeforhold bragt til ophør. Diskontoen fortsatte imidlertid som officiel rentesats, men er blevet anvendt på forskellig vis i tidens løb. Siden april 1992, hvor Nationalbanken gennemførte en ændring i den måde, den udførte sin pengepolitik på, har diskontoen ikke haft nogen selvstændig rolle som rentesats, men er en såkaldt "signalrente", som har til formål at signalere et bestemt generelt renteniveau – dels over for bankernes egne renter og dels over for Nationalbankens øvrige rentesatser. Typisk ændrer pengeinstitutterne deres rentesatser over for husholdninger og mindre virksomheder inden for få uger efter, at Nationalbanken ændrer diskontoen. I praksis har den siden samme tidspunkt (bortset fra en periode under finanskrisen) været sammenfaldende med Nationalbankens foliorente, som er en indlånsrente for forretningsbankernes indestående i Nationalbanken. Når diskontoen stadig eksisterer som en selvstændig officielt fastsat rentesats, skyldes det ikke mindst, at nogle love og reguleringskontrakter fortsat anvender diskontoen som referencerente. Det gælder således
SU-lån, som for færdiguddannede forrentes med en årlig rente, der er lig med diskontoen plus et tillæg på højst 1 procent.

## Andre lande
Den danske diskonto som fastsat af Nationalbanken har næppe nogen direkte parallel i andre lande. Navnene og den præcise afgrænsning af de pengepolitiske instrumenter og ledende rentesatser varierer lidt fra land til land, da de ofte er bestemt af historiske årsager. Der findes dog også i andre lande pengepolitiske renter med et navn, der minder om - og somme tider på dansk oversættes som - diskontoen, uden at deres funktion svarer helt til den danske diskonto. I USA er et af den amerikanske centralbank Federal Reserves instrumenter således det såkaldte discount window, som er en udlånsfacilitet til de amerikanske forretningsbanker. Renten herpå kaldes discount window interest rate eller somme tider blot discount rate.